# Донато Браманте
Донато Браманте (итал. Donato Bramante; рођен 1444. године, највјероватније у Монте Асдрувалду, данас Фермињано, кнежевина Урбино — умро 11. априла 1514. године у Риму) био је италијански сликар и архитекта и један од зачетника архитектуре италијанске високе ренесансе. Међу његова рана дјела у Милану, убрајају се ректорат Св. Амброзија и Црква Св. Марије. У Риму, Браманте је служио као главни пројектант папе Јулија II у пројекту реконструкције града. Базилика Светог Петра, гдје је Браманте такође био главни архитекта, уједно и највећи ренесансни архитектонски подухват, започета је 1506. године. Други важнији пројекти у којима је учествовао су Капела у Св. Петру од Монторија (1502) и реконструкција дворишта Белведере у Ватикану (започета 1505).

## Биографија
Донато Браманте је рођен у породици добростојећих земљорадника. У дјетињству, по ријечима Ђорђа Вазарија познатог биографа и умјетника 16. вијека, „осим читања и писања, практикује много и са абакусом“. Отац га је највјероватније усмјерио према сликарству.
Врло мало се зна о Брамантеовом животу и дјелу прије 1477. године. Вјерује се да је био ученик Пјера дела Франческе у Урбину, који је под племићем Федериком де Монтефелтром постао значајан центар хуманизма. Године 1477. Браманте је радио у Бергаму као сликар илузионистичких мурала архитектуре. Учио је из дјела умјетника који су били активни у Урбину, али и од умјетника с чијим дјелом се сретао на својим путовањима, као што су Леон Алберти (у Римини и Мантови), Андреа Мантења (у Мантови и Падови), Еркола де Роберти (у Ферари), и Филипо Брунелески (у Фиренци).
Ниједно од Брамантевих раних дјела није стигло до нас, иако му неки историчари архитектуре приписују више цртежа перспективе архитектура. Скоро свако од тих дјела посједује неку од карактеристика његовог дјела, али се прилично разликују једно од другог. До 1477. године, Браманте се углавном бавио израдом архитектонских планова, цртањем и сликањем перспектива архитектура, које су другим умјетницима служиле као позадине сликарских композиција, будући да су архитектура и перспектива били веома битни, ако не и суштински елементи ренесансног сликарства.

## Период у Ломбардији
Око 1477. године, Браманте се из непознатих разлога преселио у Ломбардију, италијанску сјеверну провинцију. У Бергаму је радио на фрескама фасаде катедрале Палацо дел Подеста, представљајући класичне фигуре филозофа у сложеном архитектонском окружењу. Вазари каже, да је Браманте послије рада у више градова „на стварима од мале важности и вриједности“, отишао у Милано, „како би видјео катедралу“. Рад на катедрали у Милану, у којем су учествовали угледне архитекте, умјетници и занатлије из Италије, Њемачке и Француске, био је у то вријеме важан центар за размјену знања, методологија планирања и других грађевинских техника. Милано је тада био велика и богата метропола, главни град државе којом је управљао Лудовико Сфорца, звани Ил Моро, а ренесансна архитектура је управо почела да се развија, тако да је то била добра прилика за младог архитекту као што је био Браманте.
Први архитектонски рад који се приписује Брамантеу био је цртеж који је представљао грађевину у рушевинама са људским фигурама. Тај цртеж је био прелиминарна студија за графику графичара Бернарда Преведарија, која је рађена 1481. године. Скоро у исто вријеме, Браманте је радио на структури Цркве Св. Марије. У тој структури видљиви су утицаји Албертија, Мантење, Брунелескија и Урбинске школе, али се такође запажа приклањање локалном укусу.

#### Преведаријева графика
Из првих година Брамантеове миланске активности потиче такозвана Преведаријева графика из 1481. Ради се о архитектонској визији која представља величанствену унутрашњост класичне архитектуре коју је угравирао Бернардо Преведари по Брамантеовом цртежу, чије се име појављује на једном натпису великим штампаним словима (BRAMANTUS FECIT IN MEDIOLANO). Та графика доказује како су многе теме Брамантеове архитектуре везане за однос с антиком и градивом Леона Батисте Албертија, већ зреле, чак двадесет година пре римских дела, на пример кориштење лукова на потпорњима, а не на стубовима.
Брамантеу се приписује још једна графика која представља цесту у централној перспективи, с карактерима идеалног града и која садржи многе архитектонске мотиве који припадају миланској архитектури тога раздобља доминирану сада већ потпуно ренесансним стилом. У тој перспективи се налази у централном дну један славолук и једна брунелескијевска купола, док се на бочним деловима налазе две грађевине с различитим карактеристикама: једна с коринтским стубовима и трабеацијом у приземљу, парасте и прозори с полукружним луком на првом спрату; друга има пиластре који подупиру лукове у приземљу, док на првом спрату приказује прозоре у облику тимпанона и окуле.

#### Сликарство
Браманте је у Ломбардији био активан и као сликар, иако нажалост остају само понеке фреске у Милану и Бергаму. Сачувани су делови фресака који приказују Хераклита и Демокрита и витезове (данас у пинакотеци у Брери), осликани између 1486. и 1487. за кућу песника Гаспара Висконтија, мецене и заштитника уметника, и други готово непрепознатљиви делови који приказују античка античке филозофе насликане за палату дел Подеста у Бергаму. Фреске на фасади палате Фонтана Силвестри који су у целости уништени, такође се приписују Брамантеу.
Традиционално му се такође приписује једна слика на дасци,Христ на стубу, у опатији Кјаравале и фреска позната као Од Арга у соби блага у дворцу породице Сфорза.
Његов ученик је био сликар Бартоломео Суарди познат као Брамантино и имао је важан утицај на сликарску културу Ломбардије и генерално севера, проширујући осетљивост за приказивање перспективе. У следећем раздобљу боравка у Риму чини се да је Браманте запоставио сликарску активност, можда због заузетости на великим папинским грађевинским захватима.

#### Културна сусретања с Леонардом и на двору
Године 1487, Браманте је учествовао, као и Леонардо, Франческо ди Ђорђо Мартини, Ђиовани Антонио Амадео и други на надметању за куполу миланске катедрале, представивши пројект с квадратним тлоцртом и са директним наслањањем на стубове, за шта је израдио данас изгубљени дрвени модел и који је можда приказан на графици у трактату његовог ученика Чезара Касаријана. О том питању Браманте је написао извештај познат као „Opinio super Domicilium seu Templum Magnum”. Ради се о једином сачуваном Брамантеовом теоретском спису о архитектури, у којем у складу са Витрувијевим тумачењем назначује „снагу, склад с околним структурама, лакоћу и лепоту као карактеристике архитектуре”.
Током свог боравка у Милану Браманте је у дворском амбијенту изразио и своју страст за књижевношћу. Био је хваљен као песник и музичар, и како је 1521. забилежио Капорали, „био је врло плодан у писању стихова” (староиталијански: „...fu di facundia grande ne versi”). Оставио је један мали канцонијер од 25 сонета, 15 од њих љубавно петраркијске тематике и остале бурлескијског карактера, међу којима један у којем се жали на своју лошу новчану ситуацију.

#### Света Марија код Св. Сатира (1482—1486)
След радова на овој грађевини био је сложен и још данас нејасан. Документи који су до сада пронађени не указују на то да решење апсиде треба бити приписано Брамантеу, међутим та је интерпретација најприсутнија у стручној литератури, упркос томе што се у уговору из 1486. углавном налази Амадеово име.
Исто тако нема довољно доказа да је тзв. октогонална „брамантијевска сакристија” Брамантеово дело. У спољашњем делу комплекса налази се први пример класичног реда присутног у Милану.

#### Преображај Св. Амброзија
Ово је друго велико дело Брамантеа у Милану, урађено по наруџби Лудовика Сфорце и његовог брата Асканија Сфорце. Они су захтевали два различита захвата: жупни део за световни ред и два самостана за цистерците смештена на југу, изменивши тако и остале просторе спојене за саму базилику.
Жупни двор је био пројектован око квадратног трема с четири славолука двоструке висине, у којем се налази витрувијанска веза с античким римским форумом. Браманте је између 1492. и 1499. успео да саградити само једну од предвиђене четири стране и да постави стубове за другу која никад није довршена. Трем открива брунелескијски утицај и представља се као низ лукова од цигле на стубовима, спљошених капитела и пулвинираног фриза прекинутог са улазним луком. На трему се налази такође и четири стуба laboratas ad tronchonos, чији би изглед требало да подсећа на грубо отесано дебло, повезујући се тако на витрувијанско порекло дрвеног архитектонског реда. Простор између трема и цркве Брамантеу даје могућност изградње нове капеле између потпорања Св. Амброзије, покренувши тако и изградњу једне сакристије у апсидалном делу. На северној страни, срушивши делове спојене за романичку цркву Браманте је такође остварио додатне капеле. За цистерцитски самостан, Браманте је пројектовао два нова клаустра, која су се почела градити око 1497. али су завршена тек након његовог одласка у Рим, следивши дрвени узорак који је оставио.
Карактеристике тих величанствених клаустара коришћене су као узор током читавог чинквечента. Карактерисани су дорским и јонским редом (у оно време још необичним), и необично високим луковима, висине 7,5 m. Такво решење ће се показати као велики успех због приличне погодности употребе простора с двостуком висином као што су библиотеке и мензе, или за просторе на два спрата, намењене монасима. Током 16. века у делу између два клаустра остварен је један велики рефекторијум. У том се комплексу данас налази седиште католичког универзитета.

#### Трибуна цркве Свете Марије Милостиве у Милану (1463—1490)
Године 1490, Гуинифорте Солари је завршио изградњу цркве касноготичког обељежја. Тада је Лудовико Сфорца наредио рушење тек саграђеног кора с две бочне капеле како би направио место за пространу ренесансну трибуну коју неки приписују Амедеу а многи други Брамантеу, због недостатка детаљне документације.
Архитекта је поставио две бочне апсиде двоструко веће од већ постојећих капела и јако издужени кор који завршава с још једном апсидом. Амадео-брамантијевски пројект је двоструко већи од оног Соларијевог и завршава се највећом изграђеном хемисферном куполом након оне у фирентинској катедрали (Santa Maria del Fiore).
Трибуна је довршена након Брамантијевог одласка, што се може приметити у контрасту између типично ренесансног геометријског реда и ломбардијске претеране декорације, остварене касније и сигурно приписане Ђиованију Антонију Амадеу, на основи постојеће документације.

### Друга ломбардијска дела
Брамантеу се сигурно приписују бројна дела у многим ломбардијским градовима, пројектована током његовог боравка у Милану. Често је на грађевинама тешко одредити да ли се ради о његовој директној интервенцији код изградње, да ли о кориштењу његових нацрта или једноставно о утицају који је мајстор оставио у широком културном делокругу. Управо се између 15. и 16. века формирао један ренесансно-архитектонски идентитет али конкретно лобардијски с личностима као Кристофоро Солари који су усвојили брамантијевски језик. Као пример се може узети светилиште Блажене Девице Марије од чудеса (итал. Santuario della Beata Vergine dei Miracoli) у Сарону за које не постоје документи који потврђују Брамантеово учешће на почетном пројекту, иако постоје стилски елементи који упућују на то.

#### Павија
Брамантеу се приписује планиметријски пројект величанствене катедрале у Павији, с октагоналном унутрашњошћу која садржи куполу и лонгитудинално тело с три брода, као у фирентинској катедрали или у базилици Свете Куће (итал. Santuario della Santa Casa) у Лорету, тада у изградњи и коју је Браманте имао прилике упознати. Брамантеу, који је учествовао у изградњи, се осим опште планиметријске шеме, приписује и крипта (довршена 1492) и подрумски део апсидалне зоне. Након Брамантеовог одласка у Милано, изградња се полако наставља по пројектима неколицине архитеката међу којима је и Пелегрино Тибалди.
У том пројекту из Павије налазе се многе назнаке Брамантеове широке културе, међу којима сличности с оригиналним пројектом Брунелескијеве базилике Св. Духа, с полукружним капелама које се нижу дуж периметра спољашњег зида. С тим пројектом Браманте постаје наследник иновативних предлога и Брунелекијевог учења, и „утемељивач ренесансне архитектуре”.
Још једно важно указивање Брамантеове широке културе биле су ондашње студије Леонарда да Винчија о грађевинама с централним тлоцртом, које показују сличности с катедралом у Павији.
У Павији му се још приписује изградња цркве Св. Марије у Канепанови, за коју данас преовладава мишљење да би је требало приписати Амадеу.

#### Вигевано
Браманте је 1492. и између 1494. и 1496. радио у Вигевану по задужењу Лудовика Сфорце и током тог боравка је можда поставио урбанистичко обликовање Војводског трга (итал. Piazza Ducale), осим интервенције на дворцу.

## Период у Риму
Браманте је вјероватно био у Милану све док Лудовико није био приморан да се повуче из града због најезде Француза, који су окупирали град у септембру 1499. године. У Риму, био је активан од самог почетка на више пројеката, један од којих је слика (данас изгубљена) за Сан Ђовани у Латерану, на тему прославе Свете 1500. године. Као помоћник главног архитекте папе Александра VI, претпоставља се да је урадио план и надгледао радове фонтана на Тргу Св. Марије у Трастеверу и за четврт Светог Петра. У то вријеме смањује своју активност као цртач и дизајнер и посвећује се студирању споменика старог Рима. Тада такође ступа у контакт са богатим и утицајним напуљским кардиналом, Оливијером Карафом, који је био веома заинтересован за античку књижевност и умјетност. Карафа је наручио Брамантеу пројекат за клаустор манастира Св. Марија дела Паце, који је завршен 1504. године. Око 1502. године Браманте је био заокупљен пројектом за изградњу мале цркве, Темпјето Светог Петра у Монторију, подигнуте на мјесту гдје се сматра да је Св. Петар разапет на крст.